# Eosentomon rehaiense
Eosentomon rehaiense är en urinsektsart som beskrevs av Xie och Yin 2000. Eosentomon rehaiense ingår i släktet Eosentomon och familjen trakétrevfotingar. Inga underarter finns listade i Catalogue of Life.